# Boomkreek
De Boomkreek is een water ten zuidwesten van Oostburg. dat in de 17e eeuw gegraven werd van het in 1605 gestichte Fort Nijevelt naar het Coxysche Gat, waar later de Sophiapolder ontstond.
Eertijds diende de Boomkreek voor de inundatie van de omgeving van het fort, terwijl ze tevens een scheepvaartfunctie had.
De Boomkreek vormde vroeger de grens tussen de gemeenten Oostburg en Waterlandkerkje.